# آلبویکسچ
آلبویکسچ (به اسپانیایی: Albuixech) یک شهرستان در اسپانیا است که در Horta Nord واقع شده‌است.

## خصوصیات
آلبویکسچ ۴٫۴ کیلومترمربع مساحت و ۳٬۷۹۳ نفر جمعیت دارد و ۳ متر بالاتر از سطح دریا واقع شده‌است.